# Chefpolitiinspektør
Chefpolitiinspektør er stillingsbetegnelsen for den øverste chef for politipersonalet i en dansk politikreds. Vedkommende refererer direkte til kredsens Politidirektør og er med denne en del af kredsens topledelse sammen med vicepolitidirektøren og chefanklageren.
Chefpolitiinspektøren er uddannet på Politiskolen og har i mange år gjort karriere i politiet.
Blandt chefpolitiinspektører har været Einer Lind (Københavns politi) og Kurt Wollesen (Århus politi).